# Festung Turnu
Die Festung Turnu, rumänisch Cetatea Turnu (Alternativnamen: Nicopolis minor, Kule, Holavnik) war eine mittelalterliche Festung in Turnu Măgurele, im Kreis Teleorman in der Region Walachei in Rumänien.

## Geografische Lage
Reste der Festung Turnu befinden sich im südlichen Teil von Turnu Măgurele, drei Kilometer von der Stadt entfernt und ein Kilometer von der Mündung des Flusses Sâi in die Donau.

## Beschreibung
Die Festung wurde während der Regierungszeit von Mircea dem Älteren errichtet. Die erste urkundliche Erwähnung stammt aus dem Jahr 1394, als der ungarische König Sigismund in Nicopolis gegen die Türken kämpfte.
Die Festung war Teil der Donaufestungen und sollte die Walachei gegen die Türken verteidigen. Am Ende der Regierungszeit Mirceas des Älteren kam sie unter osmanische Besatzung, bis die Walachei sie 1829 in Besitz nahm. Während des russisch-türkischen Krieges von 1829 wurde sie niedergebrannt und abgerissen.
Die Festung bestand aus einem zentralen Rundturm (dem Namensgeber der Festung: Turnu=Turm) mit einem Durchmesser von 17,4 Meter und drei umgebenden Mauern, die sich nach Süden vereinten. Die erste Mauer wurde mit mehreren Bastionen ausgestattet, die später durch den Wiederaufbau der Mauer abgedeckt wurden. Das gesamte Ensemble wurde in einer sumpfigen Gegend errichtet.
Der Bau ist Teil der Liste historischer Denkmäler im Kreis Teleorman und wird im Auftrag der Städte Turnu Măgurele und Nikopol seit Oktober 2018 saniert.